# Partito Socialista Unitario (1922)
Il Partito Socialista Unitario (PSU) fu un partito politico italiano di orientamento socialista democratico e gradualista fondato nel 1922.
Nel 1925 assunse il nome di Partito Socialista dei Lavoratori Italiani (PSLI), venendo ridenominato Partito Socialista Unitario dei Lavoratori Italiani (PSULI) nel 1927.

## Storia

### Espulsione della componente gradualista del Partito Socialista Italiano (3 ottobre 1922)

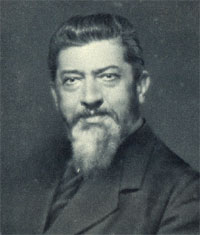
Filippo Turati

La sera del 3 ottobre 1922, pochi giorni prima della Marcia su Roma di Mussolini (27-31 ottobre 1922), il XIX Congresso del Partito Socialista Italiano espulse i gradualisti di Filippo Turati dal partito, con l'accusa di aver violato il divieto di collaborazione con i partiti borghesi, in quanto Turati si era presentato alle consultazioni del re per la costituzione del nuovo governo, che videro il fallimento di un nuovo ministero Giolitti e il nuovo incarico al sen. Luigi Facta.
La mozione massimalista di Giacinto Menotti Serrati e Fabrizio Maffi prevalse di stretta misura, per 32.106 voti contro 29.119. 
Rassegnato, Turati così espresse il rammarico degli esponenti della mozione gradualista: «Noi ci separiamo da voi: o, forse più esattamente (non vi sembri una sottigliezza), voi vi separate da noi. Comunque ci separiamo. Accettiamo l'esito della votazione.» Terminò con queste parole: «Accomiatiamoci al grido augurale di "Viva il socialismo!", auspicando che questo grido possa un giorno - se sapremo esser saggi - riunirci ancora una volta in un'opera comune di dovere, di sacrificio, di vittoria!»

### Fondazione
Il 4 ottobre 1922 Turati diede quindi vita insieme a Giacomo Matteotti, Giuseppe Emanuele Modigliani e Claudio Treves al Partito Socialista Unitario, di cui Matteotti fu nominato Segretario. Treves assunse la direzione del quotidiano La Giustizia, la cui sede venne trasferita da Reggio Emilia a Milano e divenne l'organo ufficiale del nuovo partito. Nelle file del PSU confluirono inoltre i due terzi del gruppo parlamentare socialista.
Secondo il sito web della Fondazione "Sandro Pertini" alla fondazione del nuovo partito avrebbe contribuito anche il futuro Presidente della Repubblica, che si sarebbe iscritto al PSI già nel 1918, al termine della guerra. Al contrario, dai documenti risulta che Pertini venne eletto consigliere comunale di Stella (il suo paese natale) il 24 ottobre 1920, facendo egli parte di una lista composta da esponenti dell'Unione Liberale Ligure, dell'Associazione Liberale Democratica, del Partito dei Combattenti e del Partito Popolare Italiano. Come testimoniato ancora da quei documenti, egli rimase in carica fino alla primavera del 1922, epoca in cui rassegnò le dimissioni.. Inoltre, il sito web del CESP - Centro Espositivo "Sandro Pertini" di Firenze riporta il testo della lettera, evidentemente retrodatata al mese di giugno 1924 (non è indicato il giorno), che Pertini inviò da Firenze all'avv. Diana Crispi, Segretario della Sezione Unitaria di Savona, con la quale, sull'onda dell'emozione e dello sdegno per il ritrovamento del cadavere di Giacomo Matteotti (16 agosto 1924), chiedeva l'iscrizione al PSU (partito che quindi non contribuì a fondare).
Analoga richiesta, per i medesimi motivi, fu fatta dal liberal-socialista Carlo Rosselli.

### Elezioni politiche del 1924

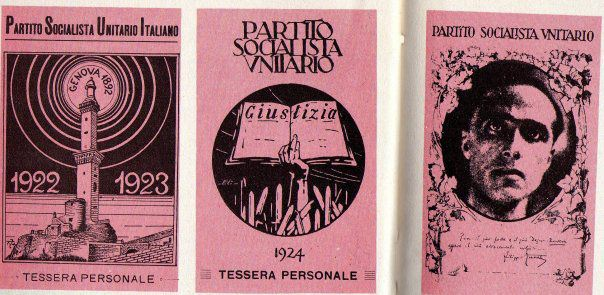
Tessere del partito

Nelle successive elezioni politiche del 1924, svoltesi con il nuovo sistema maggioritario della cosiddetta "Legge Acerbo" (dal nome del parlamentare fascista che la propose), che garantiva alla lista più votata che avesse conseguito almeno il 25% dei voti un enorme premio di maggioranza pari al 65%, il PSU si presentò autonomamente, risultando più votato, con circa 423.000 voti (5,9%) e 24 deputati alla Camera, rispetto alle liste dei socialisti massimalisti di Serrati (4,9%) e dei comunisti (3,8%).
Fu l'unica volta, nella storia del socialismo italiano, che una componente gradualista superò in voti, percentuale e seggi, la componente massimalista.

### Assassinio di Giacomo Matteotti

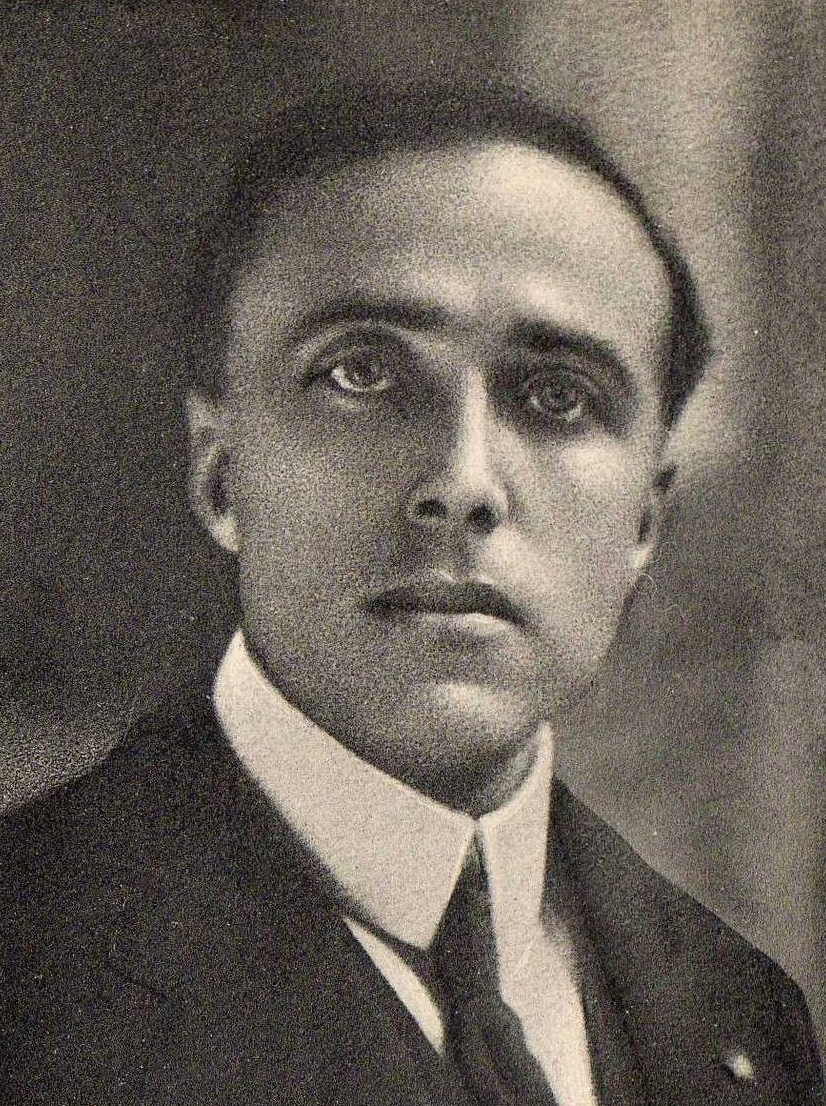
Giacomo Matteotti

Nelle elezioni del 1924 i fascisti ottennero la maggioranza assoluta nell'Italia del sud, mentre nelle città del Nord i partiti antifascisti ottennero numerosi successi. Avendo comunque ottenuto il 66% dei voti totali, il listone proposto da Mussolini si aggiudicò 374 deputati, la maggioranza assoluta, indipendentemente dalla Legge Acerbo. Tuttavia, il risultato di dette elezioni fu in gran parte influenzato da una serie di violenze, illegalità ed abusi commessi dalle milizie fasciste contro esponenti e militanti degli altri partiti.
Il 30 maggio 1924, durante la prima seduta della nuova legislatura alla Camera dei deputati, Giacomo Matteotti prese la parola e, citando fatti ed episodi circostanziati di violenza in danno delle opposizioni, contestò con forza la validità delle elezioni, delle quali chiese l'annullamento. Tale incisiva denuncia fu fatale per il segretario del PSU che, il 10 giugno successivo, venne rapito e ucciso da una banda di squadristi fascisti.
Diffusasi la notizia del rapimento del parlamentare socialista, il 13 giugno Mussolini parlò alla Camera dei deputati affermando di non essere coinvolto nella scomparsa di Matteotti, ma anzi di esserne addolorato; al termine il Presidente della Camera Alfredo Rocco aggiornò i lavori parlamentari sine die, annullando di fatto la possibilità di risposta da parte dell'opposizione all'interno del Parlamento.

### Secessione dell'Aventino
A seguito di ciò, il 26 giugno 1924 i parlamentari dell'opposizione si riunirono in una sala di Montecitorio, oggi nota come sala dell'Aventino (dal nome del colle Aventino su cui secondo la storia romana antica si ritiravano i plebei nei periodi di acuto conflitto con i patrizi), decidendo comunemente di abbandonare i lavori parlamentari finché il governo non avesse chiarito la propria posizione a proposito della scomparsa di Giacomo Matteotti.
Turati cercò, assieme ai rappresentanti delle altre forze democratiche di opposizione, di ottenere dal re la destituzione di Mussolini da Capo del governo, magari con il ritorno all'Esecutivo dell'anziano Giolitti.
Stante l'appoggio del monarca al leader fascista, partecipò, come gli altri parlamentari di opposizione, alla prosecuzione della secessione dell'Aventino, attestandosi nella testimonianza dell'opposizione alla violenza fascista ed all'illegalità del governo.

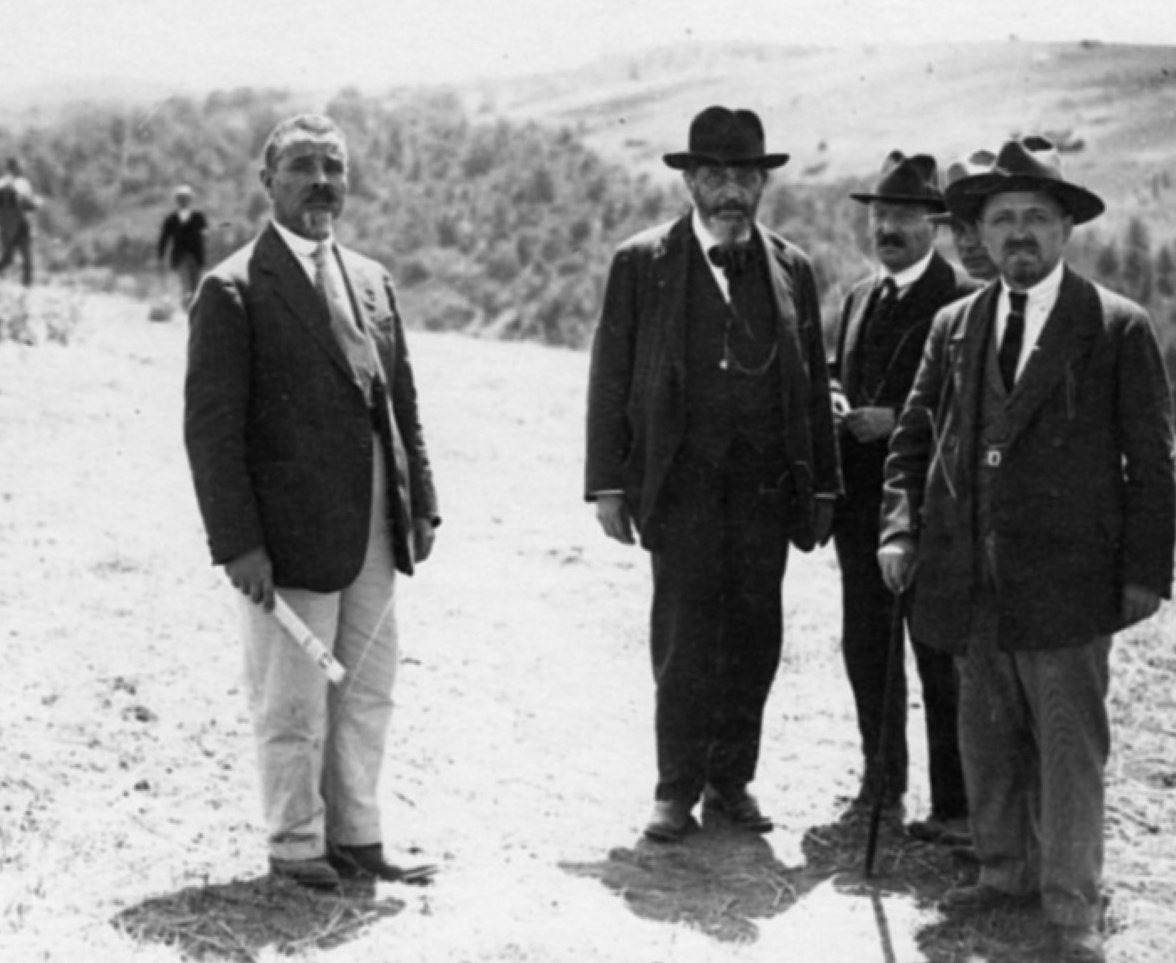
18 agosto 1924 - i deputati socialisti unitari Enrico Gonzales, Filippo Turati e Claudio Treves alla Quartarella per rendere onore alla salma di Matteotti

Il 16 agosto dello stesso anno il cadavere di Matteotti fu ritrovato nel bosco della Quartarella, aggravando la già complessa crisi del governo.
Il 3 gennaio 1925, Mussolini si assunse, in maniera retorica, la responsabilità politica, morale e storica delle violenze fasciste e, successivamente, il 9 novembre 1926, fu revocato il mandato parlamentare ai deputati "aventiniani" e furono sciolti tutti i partiti dell'opposizione, instaurando - anche formalmente - la dittatura fascista.

### Scioglimento d'imperio
Il PSU di Turati fu, forse, il partito più perseguitato dal regime fascista. Oltre all'uccisione del suo segretario Matteotti, fu il primo a essere sciolto d'imperio, il 14 novembre 1925, a causa del fallito attentato a Mussolini da parte del suo iscritto Tito Zaniboni, avvenuto il 4 novembre precedente.
Pietro Nenni propose alla Direzione del PSI di fare di nuovo posto nel partito ai gradualisti, di richiamare all'Avanti! Claudio Treves, ricomponendo così l’unità fra tutti i socialisti, per far fronte comune contro il fascismo. La Direzione, con l’eccezione di Giuseppe Romita, respinse la proposta di Nenni e questi, il 17 dicembre 1925, lasciò l’esecutivo del PSI e la direzione dell'Avanti!, fondando poi, il 27 marzo 1926, insieme a Carlo Rosselli, il settimanale Il Quarto Stato.
Il PSI dal 1925 si divise fra massimalisti autonomisti e fusionisti, cioè fautori dell'unità con i gradualisti. Sulla questione della riunione con i "turatiani" avrebbe dovuto pronunciarsi un congresso convocato per il 14 novembre 1926, che non poté aver luogo, a seguito della soppressione in Italia di tutti i partiti di opposizione, compreso il Partito Socialista Italiano (R.D. n. 1848/26).
A seguito della bocciatura della proposta di Nenni da parte della maggioranza del PSI, già il 26 novembre 1925 si costituì un triumvirato, composto da Claudio Treves, Giuseppe Saragat e Carlo Rosselli che, il 29 novembre successivo, ricostituì clandestinamente il PSU col nome di Partito Socialista dei Lavoratori Italiani (PSLI), riprendendo l'antica denominazione del Partito socialista sancita dal congresso di Reggio Emilia del 1893, ed eleggendo segretario Emilio Zannerini, il quale terrà la segreteria dal 1925 al 1926.
Peraltro, quasi un anno dopo, nella notte tra il 19 e il 20 novembre 1926, Treves e Saragat furono costretti a espatriare clandestinamente in Svizzera (Treves proseguirà per Parigi e Saragat per Vienna), grazie all'organizzazione di Rosselli e Parri, che, per questo e per aver programmato la fuga dall'Italia di Turati e Pertini, verranno arrestati e prima reclusi in carcere, poi inviati al confino (il 27 luglio 1929 Carlo Rosselli sarà protagonista, con Francesco Fausto Nitti ed Emilio Lussu, di una rocambolesca evasione, via mare, dal confino di Lipari).

### In esilio
Il 12 dicembre 1926, l'anziano Filippo Turati, pur essendo privato del passaporto, riuscì a fuggire in Corsica insieme a Sandro Pertini, con un motoscafo guidato da Italo Oxilia.
In Francia, i due furono presto raggiunti da Claudio Treves e, nel 1929 anche da Saragat e da Carlo Rosselli, evaso clamorosamente dal confino di Lipari, anch'egli con il motoscafo di Oxilia.
Nel 1927, il partito assunse la denominazione di Partito Socialista Unitario dei Lavoratori Italiani (PSULI).

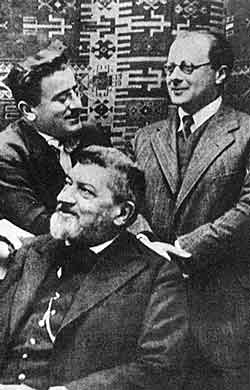
Claudio Treves con Carlo Rosselli (in piedi) e Filippo Turati (seduto) in esilio a Parigi nel 1932

Nell'agosto 1929, a Parigi, Carlo Rosselli fondò Giustizia e Libertà, un movimento rivoluzionario ed insurrezionale con lo scopo di riunire tutte le formazioni non legate al bolscevismo che intendevano combattere e porre fine al regime fascista, cavalcando la pregiudiziale repubblicana.

### Riunificazione nel PSI
Infine, il 19 luglio 1930, il PSULI si riunificò con il PSI di Pietro Nenni, in occasione del XXI Congresso socialista, tenutosi in esilio a Parigi.
Filippo Turati morì a Parigi il 29 marzo 1932.
Carlo Rosselli, insieme al fratello Nello, fu ucciso a Bagnoles-de-l'Orne, il 9 giugno 1937, da sicari di una formazione della destra francese filofascista, dopo che Giustizia e Libertà si era ormai trasformata in una formazione politica dotata di autonomia rispetto agli altri partiti in esilio.

### Segretari del PSU (poi PSLI e PSULI)
- Giacomo Matteotti (8 ottobre 1922 - 10 giugno 1924)
- Luigi Bassi (1924 - 1925)
- Emilio Zannerini (1925 - novembre 1926)
- Segreteria collettiva composta da Giuseppe Saragat, Carlo Rosselli e Claudio Treves (novembre 1926 - 1930)

Giuseppe Saragat continuò a militare nel Partito Socialista Italiano (che, nell'agosto 1943 assunse la denominazione di Partito Socialista Italiano di Unità Proletaria - PSIUP) sino al XXV Congresso del PSI del 10 gennaio 1947, quando, a Palazzo Barberini, in Roma, guidò la scissione della corrente socialdemocratica, dando nuovamente vita al Partito Socialista dei Lavoratori Italiani (PSLI).